# Otto Georgi (Maler)

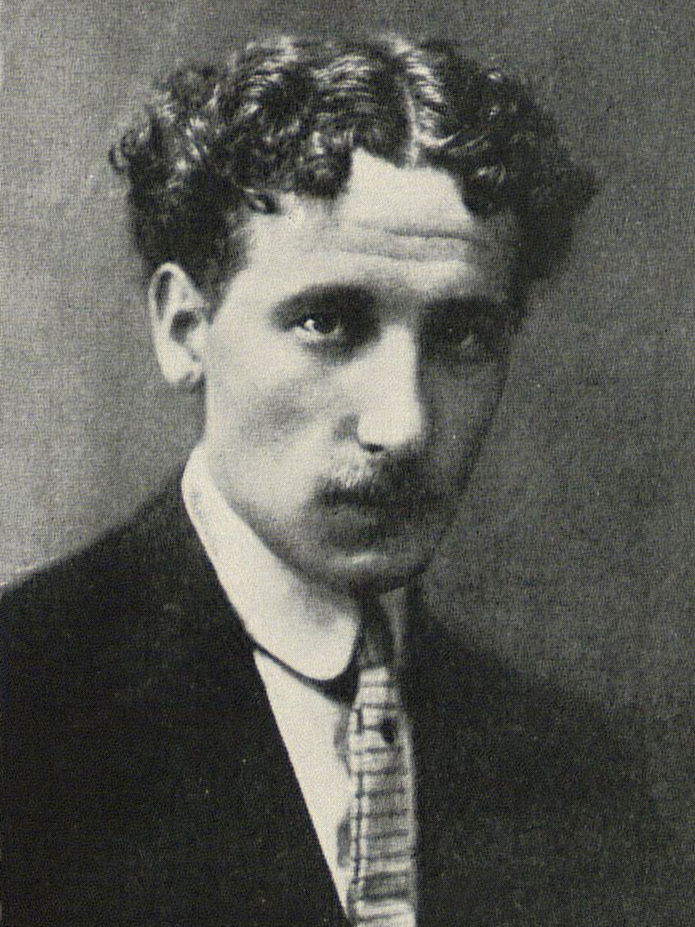
Otto Georgi

Otto Fritz Georgi Tritez (* 1890 in Valdivia; † 1969) war ein chilenischer Maler.
Der Sohn deutscher Einwanderer studierte an der Escuela de Bellas Artes bei Fernando Álvarez de Sotomayor und zählt zur Künstlergruppe der Generación del Trece. 1926 heiratete er die Malerin Elmina Moissán, mit der er fortan gemeinsam reiste, arbeitete
und ausstellte.
Neben Ölgemälden schuf Georgi Aquarelle, Pastellmalereien und Zeichnungen, zudem spezialisierte er sich auf Keramikmalerei und Mosaiktechniken. Bei der Exposición Oficial de Bellas Artes in Santiago erhielt er 1925 und 1926 Erste Preise, bei der Exposición Ibero-Americana 1929 in Sevilla eine Goldmedaille. Die Gemälde Cabeza de Vieja und Roquerío befinden sich im Besitz des Museo Nacional de Bellas Artes.

## Quelle
- Museo Nacional de Bellas Artes – Otto Georgi

| Personendaten    | Personendaten             |
| ---------------- | ------------------------- |
| NAME             | Georgi, Otto              |
| ALTERNATIVNAMEN  | Georgi Tritez, Otto Fritz |
| KURZBESCHREIBUNG | chilenischer Maler        |
| GEBURTSDATUM     | 1890                      |
| GEBURTSORT       | Valdivia                  |
| STERBEDATUM      | 1969                      |